# Bukovohorská kultura

Mapa Evropy s rozšířením mezolitických a neolitických kultur (4500–4000 př. n. l.)
Bukovohorská kultura

Bukovohorská kultura je neolitická archeologická kultura v oblasti jihovýchodního Slovenska a severovýchodního Maďarska, kde vývojově navazuje na zemědělský okruh kultury s lineární keramikou. Název kultury je odvozen od Bukových hor. Výjimečně se objevuje ve východním Pomoraví a zasahuje i do severozápadního Rumunska. Dělí se na východní, jejíž základ je skupina Raškovec a západní, jejíž základ tvoří skupina Tiszadob. Skupina Raškovec i Tiszadob patří k závěrečným fázím kultury východoslovenské lineární keramiky. Nositelé posledního stupně kultury se rozptýlili a objevili se na jihozápadním Slovensku v želiezovském i protolengyelském prostředí. Dokonce se objevili na Přerovsku a nejzápadnější lokalitou výskytu jsou Vedrovice. Proč k tomu došlo není zatím známo, i když se uvažuje o klimatických změnách, tlaku jiných kultur nebo kombinaci těchto dvou příčin.
Kultura je charakteristická tenkostěnnou keramikou, plošně zdobenou hustě rytými hřebenovými vzory spirál a meandrů s barevnou inkrustací (bílá, žlutá, červená) nebo černou a červenou malbou.